# Becca Stevens

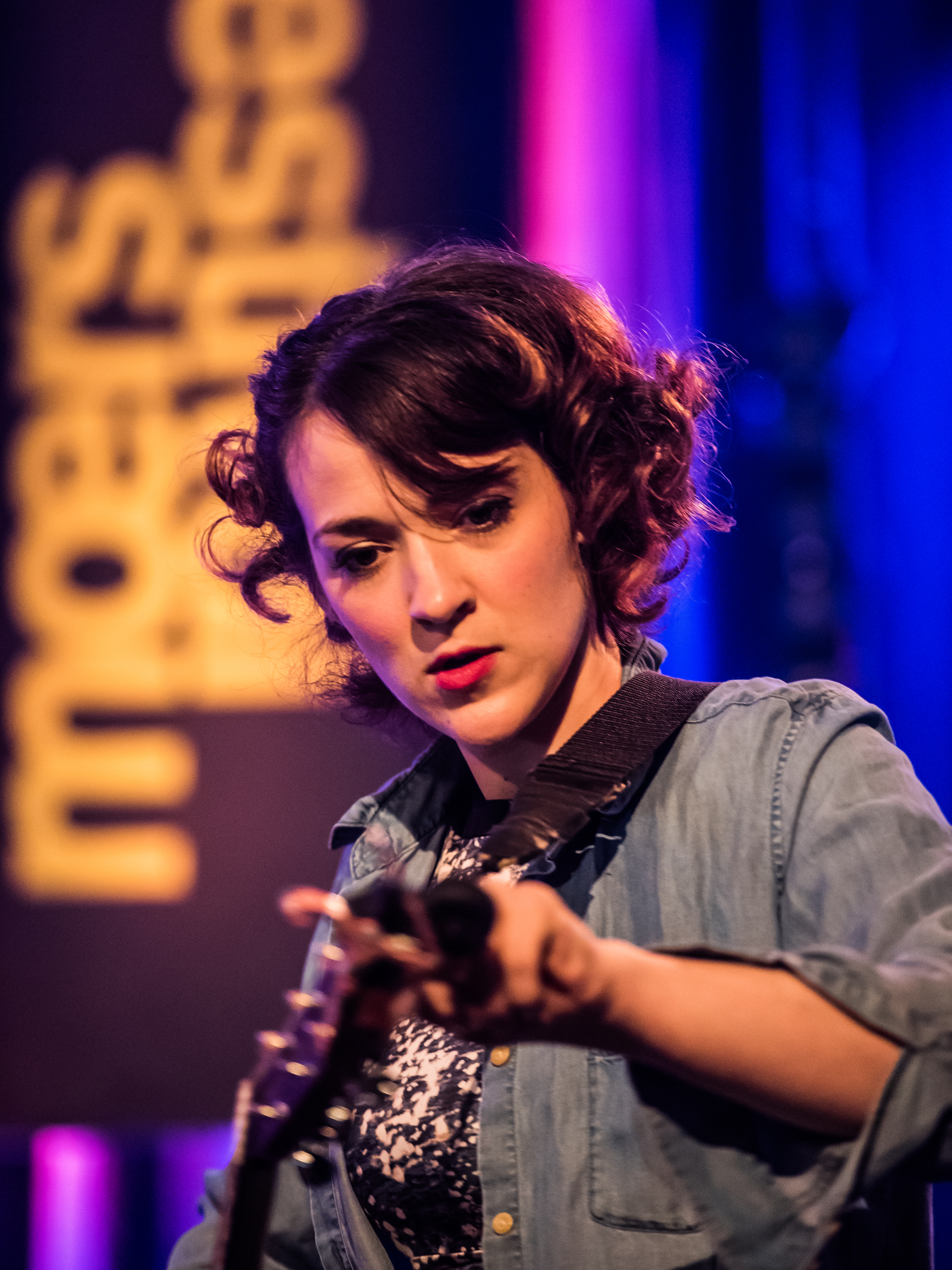
Becca Stevens beim Moers Festival 2016

Becca Stevens (* 14. Juni 1984 in Winston-Salem, North Carolina) ist eine US-amerikanische Folk- und Jazzmusikerin (Gesang, Gitarre, Ukulele, Charango) und Songwriterin.

## Leben und Wirken
Stevens besuchte die North Carolina School of the Arts, wo sie Unterricht in klassischem Gitarrenspiel hatte; daneben trat sie mit der Familienband Tune Mammals auf. Nach dem Schulabschluss 2002 studierte sie an der New Yorker The New School for Jazz and Contemporary Music in New York. Dort erwarb sie den Bachelor in Jazzgesang und Komposition. Sie wirkte u. a. bei Aufnahmen von Travis Sullivan’s Bjorkestra (Enjoy! 2008), Taylor Eigsti (Daylight at Midnight 2010), Esperanza Spalding (Radio Music Society 2012), José James (While You Were Sleeping 2014) und Ambrose Akinmusire (The Imagined Savior Is Far Easier to Paint 2014) mit und legte bislang (2023) fünf Alben unter eigenem Namen vor. Ihr zweites Album Weightless nahm der Musikkritiker Ted Gioia in seine Liste der besten Alben des Jahres 2011 auf. Neben ihrer eigenen Band betreibt sie (mit Rebecca Martin und Gretchen Parlato) das Vokaltrio Tillery, das 2016 ein gleichnamiges Album veröffentlichte. 2019 gab sie ein Konzert zusammen mit der WDR Big Band und dem WDR Funkhausorchester.
Ferner arbeitete Stevens, die in New York lebt, mit Aaron Parks, Taylor Eigsti, Jeremy Pelt, Logan Richardson, Dayna Stephens und David Crosby. Im Bereich des Jazz war sie zwischen 2006 und 2018 an 25 Aufnahmesessions beteiligt. Im Down Beat wurde sie 2017 als „Rising Star Female Vocalist“ herausgestellt.

## Diskografische Hinweise
- Becca Stevens Band: Tea Bye Sea (Independent, 2008), mit Colin Killalea, Liam Robinson, Chris Tordini, Tommy Crane
- Becca Stevens Band: Weightless (Sunnyside Records, 2011), mit Chris Tordini, Jordan Perlson, Larry Campbell
- Perfect Animal (Universal, 2015)
- Regina (GroundUP Music, 2017)[7]
- Wonderbloom  (GroundUP Music, 2020)

auf Tonträgern anderer Künstler:
- Aya Nishina Flora (Tzadik 2013, mit Monika Heidemann, Gretchen Parlato, Nina Riley, Sara Serpa, Jen Shyu)
- Snarky Puppy: Family Dinner Volume Two (2016)
- David Crosby, Becca Stevens, Michelle Willis, Michael League: Here If You Listen (2018)